# Mart Gevers
Mart Gevers (Antwerpen, 29 juli 1932 - Amsterdam, 5 november 2000) was een Vlaams actrice, dochter van acteur Jos Gevers. Gevers was onder andere verbonden aan de zuidelijke toneelgroep Globe, maar speelde ook in televisieseries en speelfilms.
Op televisie debuteerde Gevers in 1959 in Zwervers rond de kribbe onder regie van Edward Deleu, met onder anderen Paul Cammermans en Irma De Veirman. Haar eerste rol in een speelfilm was in Fons Rademakers' Mira waarin Willeke van Ammelrooy en Jan Decleir de hoofdrollen speelden.

## Film- en televisiewerk
- De Burgemeester van Veurne (1984) (TV) - Moeder
- De Pornofilm (1981) (TV)
- De Wilde eend (1981) (TV)
- Celine (1979) (TV)
- Ons goed recht (1 aflevering: "Met vakantie", 1979)
- Psalm 8 (1979) (TV)
- De Kindervriend (1978) (TV)
- Dubbelleven (1978) (TV)
- Dagboek van een herdershond (1978) - Cathrien
- Pommetje Horlepiep (1976) TV serie
- Pleisterkade 17 (1 aflevering, 1976)
- Keetje Tippel (1975)
- De Verlossing (1975) TV miniserie - Sideria
- De Receptie (1974) (TV) - Estel Kal
- Een Mens van goede wil (1973) TV serie - Fine
- Boerin in Frankrijk (1973) TV serie - Moeder-overste
- Waaldrecht (1 aflevering, 1973) - Fie Meeuw
- Per ongeluk (1 aflevering, 1971)
- Mira (1971) - Manse
- Huwelijksreis (1961) (TV)
- Trouwen (1961) (TV)
- Lady Windermere's waaier (1960) (TV)
- Waar is Charley? (1960) (TV)
- De Kommissaris waakt! (1960) (TV)
- Zwervers rond de kribbe (1959) (TV)